# Kirikla küla
Kirikla est un village situé dans la Commune de Kernu du Comté de Harju en Estonie.
Au 31 décembre 2011, le village compte 17 habitants.